# Tokyo Disney Resort Line
La Disney Resort Line (ディズニーリゾートライン, Dizunī Rizōto Rain) est une ligne de monorail desservant les différents éléments du complexe de loisirs de Tokyo Disney Resort à Urayasu, dans la préfecture de Chiba, au Japon. La ligne est exploitée par Maihama Resort Line Co., Ltd., une entreprise détenue à 100% par Oriental Land Company, le propriétaire du parc.

## Histoire
La ligne ouvre le 27 juillet 2001, peu avant le parc Tokyo DisneySea. Depuis le 14 mars 2009, la carte à puce PASMO peut être utilisée sur le réseau. La carte à puce Suica est également valable pour payer les trajets.

## Informations techniques
La ligne fait 4,8 km de long et n'est composée que d'une seule voie. Afin de correspondre à la législation japonaise, elle adopte les standards du pays et est donc plus large que ceux construit par Disney à Disneyland (Anaheim, Californie) ou Walt Disney World Resort (Lake Buena Vista, Floride).
Le monorail faisant partie d'un complexe Disney et pour le différencier des autres, les hublots ont ici la forme de la tête de Mickey Mouse.

## Gares
La Tokyo Disney Resort Line compte quatre gares. Le monorail complète toujours la boucle dans le même sens et le trajet prend environ 13 minutes. Tous les trains s'arrêtent à toutes les gares.

### Resort Gateway Station
Cette gare est intégrée en partie au complexe d'Ikspiari. Les bâtiments sont accolés et l'entrée se fait au premier étage du centre commercial tandis que la sortie se fait au deuxième étage. La gare est en correspondance avec la gare de Maihama sur la ligne Keiyō.

### Tokyo Disneyland Station
Cette gare se trouve juste à l'entrée du parc Tokyo Disneyland. Pour cette raison elle adopte un style architectural victorien. La gare ouvrit un peu après le reste de la ligne en raison des problèms liés à la construction sur l'ancien emplacement des parkings handicapés, qu'il a fallu déplacer et rematérialiser.
En février 2005, Oriental Land Company (OLC) annonce qu'un hôtel de type victorien nommé Tokyo Disneyland Hotel serait construit derrière cette gare.

### Bayside Station
Cette gare se trouve le long de la baie entre les hôtels partenaires et le parking du parc Tokyo Disneyland. Elle permet l'accès à une grande salle de spectacle appartenant à l'un des hôtels.

### Tokyo DisneySea Station
Cette gare se trouve juste à l'entrée du parc Tokyo DisneySea.

## Matériel roulant
La ligne compte cinq trains de six voitures. Chaque train comportant une couleur différente.
- bleu (voitures 11 à 16)
- jaune (voitures 21 à 26)
- mauve (voitures 31 à 36)
- vert (voitures 41 à 46)
- pêche (voitures 51 à 56)

## Fréquentation
| Année fiscale | Passagers  |
| ------------- | ---------- |
| 2002          | 19 374 000 |
| 2007          | 15 370 000 |
| 2009          | 16 700 000 |

## Galerie

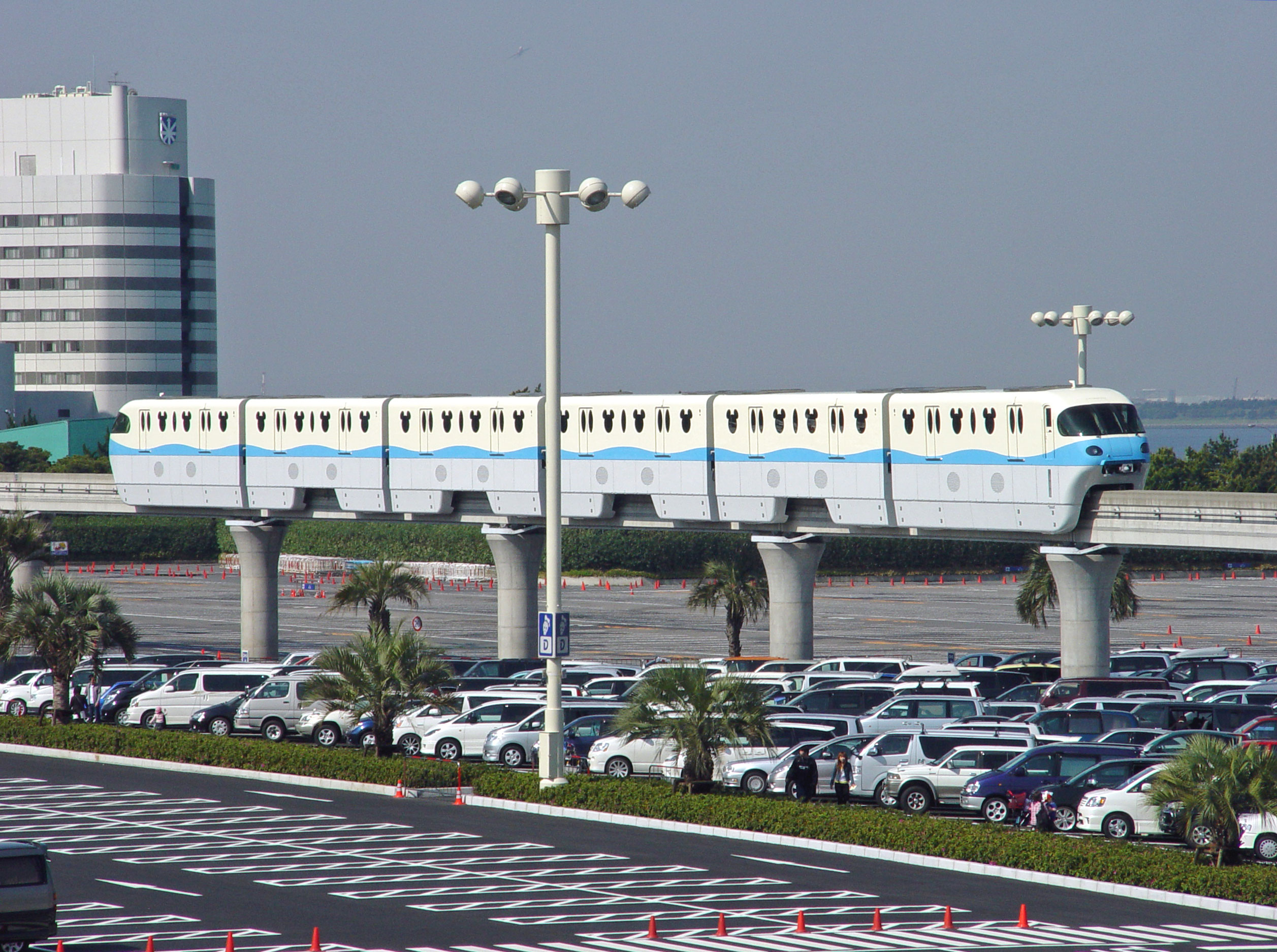
Train de couleur bleue
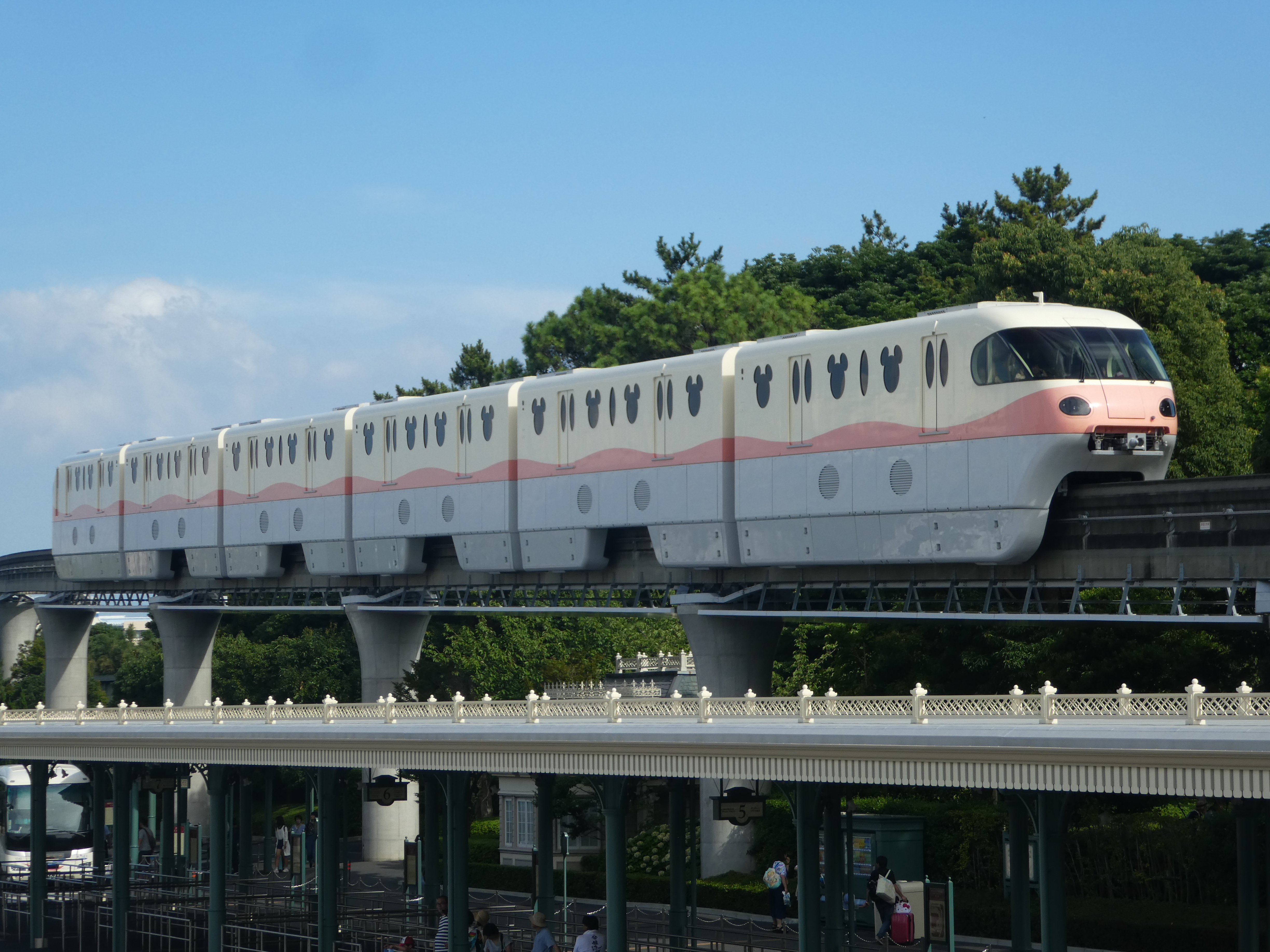
Train de couleur pêche